# Wilhelm Schluckebier
Wilhelm Schluckebier (* 3. November 1949 in Diemelsee) ist ein deutscher Jurist. Er war von 1999 bis 2006 Richter am Bundesgerichtshof. Von 2006 bis 2017 war er Richter des Bundesverfassungsgerichts.

## Leben
Schluckebier legte nach dem Abitur 1969 an der Alten Landesschule Korbach seine Staatsprüfungen 1975 und 1978 in Gießen bzw. Frankfurt am Main ab, trat 1978 in den höheren Justizdienst des Landes Hessen ein und wurde 1981 zum Richter am Amtsgericht ernannt. Von 1981 bis 1983 war er Dezernent für Revisionsstrafsachen bei der Dienststelle des Generalbundesanwalts in Berlin. 1983 erfolgte eine Abordnung an das Bundesverfassungsgericht, wo er als wissenschaftlicher Mitarbeiter für die Richter Wand und Träger (Zweiter Senat) tätig war. Nach einer weiteren Tätigkeit beim Landgericht Gießen wurde Schluckebier an das Bundeskanzleramt unter Helmut Kohl abgeordnet, wo er 1988/1989 im Referat Verwaltung und Recht als Referent für verfassungsrechtliche Fragen beschäftigt war. Anschließend wurde er zum Richter am Oberlandesgericht ernannt und erneut an die Bundesanwaltschaft beim Bundesgerichtshof abgeordnet, wo er mit Staatsschutzsachen befasst war.
1995 wurde Schluckebier Bundesanwalt. In dieser Funktion leitete er das Prozess- und Rechtsreferat der Bundesanwaltschaft. 1999 erfolgte die Wahl zum Richter am Bundesgerichtshof. Er war seitdem Mitglied des 1. Strafsenats, seit 2004 übte er außerdem das Amt des Präsidialrichters aus.
Am 7. September 2006 wurde Schluckebier vom Bundestag auf Vorschlag von CDU/CSU zum Richter des Bundesverfassungsgerichts als Nachfolger von Evelyn Haas gewählt, die nach Ablauf ihrer regulären zwölfjährigen Amtszeit am 30. September 2006 aus dem Amt ausschied.
Schluckebier erhielt am 2. Oktober 2006 die Ernennungsurkunde von Bundespräsident Horst Köhler und war bis 2017 (als einziger Strafrechtler) im Ersten Senat des Bundesverfassungsgerichtes tätig.
Schluckebier ist verheiratet und hat zwei Kinder. Er ist Mitglied der CDU, hat sich aber nie parteipolitisch engagiert.
Am 23. Oktober 2015 wurde Schluckebier von der Juristischen Fakultät der Eberhard Karls Universität in Tübingen die Ehrendoktorwürde verliehen.
Seine Amtszeit als Bundesverfassungsrichter endete vorzeitig im November 2017, da er die Altersgrenze von 68 Jahren ein Jahr vor Ende einer planmäßigen zwölfjährigen Amtszeit erreichte. Sein Nachfolger wurde Josef Christ, der zum 1. Dezember 2017 sein Amt antrat.
Anlässlich der Beendigung seiner Tätigkeit wurde er mit dem Großen Bundesverdienstkreuz mit Stern und Schulterband geehrt.
Seit dem 1. April 2019 bekleidet er das Amt des Versicherungsombudsmann.

## Schriften
- Sicherheitsgewährleistung zwischen politischer Gestaltung und verfassungsrechtlicher Bindung. In: Jan-Hendrik Dietrich, Klaus Gärditz, Kurt Graulich, Christoph Gusy, Gunter Warg (Hrsg.): Reform der Nachrichtendienste zwischen Vergesetzlichung und Internationalisierung (= Beiträge zum Sicherheitsrecht und zur Sicherheitspolitik. Band 4). Mohr Siebeck, Tübingen 2019, ISBN 978-3-16-158196-0, S. 3–18.
- Schluckebier ist Mitherausgeber der seit 2019 erscheinenden 13. Auflage des Leipziger Kommentars zum Strafgesetzbuch.